# Ghiacciaio Knik
Il ghiacciaio Knik (Knik Glacier) è un ghiacciaio situato nell'Alaska (Stati Uniti) sud-centrale nei monti Chugach (Chugach Mountains).

## Dati fisici
Il ghiacciaio si trova all'estremità settentrionale del gruppo montuoso Chugach. È lungo mediamente 40 km e largo alla base quasi 8 km. Il ghiacciaio alimenta il fiume Knik lungo 40 km che sfocia nella baia di Knik. La fronte del ghiacciaio sporgente sul lago presenta delle pareti di ghiaccio alte anche 120 metri, mentre nel lago sono presenti diversi iceberg galleggianti.
L'area del ghiacciaio (e l'inizio del fiume) sono gestiti dal Knik River Public Use Area (KRPUA) Management Plan.

## Accessi e turismo
Il ghiacciaio si trova a soli 80 km da Anchorage ed è raggiungibile tramite la strada Knik River Road fino ai margini del lago generato dal ghiacciaio. Qui diversi tour operator organizzano visite guidate alla fronte del ghiacciaio tramite idroscivolanti (airboat). Sono organizzate anche diverse escursioni aeree sia da Anchorage che sul posto.

## Il lago George
Il lago George (Lake George) si trova a sud della fronte del ghiacciaio 61°17′10″N 148°31′44″W, dalla parte opposta della valle nella quale scende il fiume Knik. Il lago è riconosciuto a causa di una fenomeno naturale molto particolare chiamato in lingua islandese "jökulhlaup". Ossia ciclicamente il lago viene bloccato da una diga di ghiaccio generata in inverno che a seguito dello scioglimento delle nevi estive si spezza e quindi riversa acqua, ghiaccio e detriti lungo la valle causando inondazioni e devastazioni alle proprietà dei coloni locali. Il jökulhlaup è avvenuto ogni anno fino a quando cessò nel 1967 a causa della recessione glaciale, ritenuta associata al terremoto massiccio del Venerdì Santo del 1964. L'inondazione spesso chiudeva i percorsi di trasporto vitali tra Anchorage e la valle Matanuska-Susitna.

## Cinema
Nel 1991 la Paramount Pictures nei pressi del ghiacciaio Knik filmò alcune parti di Star Trek VI (Rotta verso l'ignoto - The Undiscovered Country). Il ghiacciaio di Knik è stato l'ambiente per una scena in cui capitano Kirk e il dottor McCoy sono stati salvati dalla prigione del pianeta di ghiaccio Klingon Rura Penthe.